# Campionato mondiale cadetti di scherma 2016
Il Campionato mondiale cadetti di scherma del 2016 ("2016 World Cadets Fencing Championships") è stato organizzato dalla Federazione internazionale della scherma e si è svolto a Bourges in Francia dal 1-10 aprile.
Nel fioretto, si sono aggiudicati i titoli del campionato mondiale lo statunitense Geoffrey Tourette, che ha battuto in finale il russo Kirill Borodačëv, e la statunitense Sylvie Binder che ha avuto la meglio sulla nipponica Sera Azuma.
Nella spada l'italiano Daniel De Mola ha battuto in finale il connazionale Gianpaolo Buzzacchino, ottenendo il titolo mondiale cadetti maschile, mentre tra le donne l'italiana Alessandra Bozza ha superato la statunitense Tatijana Stewart.
Nella sciabola l'italiano Matteo Neri prevale sullo statunitense Erwin Cai, mentre la singaporiana Ywen Lau ha battuto la tedesca Larissa Eifler.

## Podi

### Uomini
| Specialità  | Oro               | Argento               | Bronzo                             |
| Individuali |                   |                       |                                    |
| Fioretto    | Geoffrey Tourette | Kirill Borodačëv      | Luis Klein Tommaso Marini          |
| Spada       | Daniel De Mola    | Gianpaolo Buzzacchino | Jakub Jurka Adrien Thein-Sandler   |
| Sciabola    | Matteo Neri       | Erwin Cai             | Vladislav Pozdnjakov Artem Celyšev |

### Donne
| Specialità  | Oro              | Argento          | Bronzo                        |
| Individuali |                  |                  |                               |
| Fioretto    | Sylvie Binder    | Sera Azuma       | Lara Bertola Stefani Deschner |
| Spada       | Alessandra Bozza | Tatijana Stewart | Beatrice Cagnin Renata Petri  |
| Sciabola    | Ywen Lau         | Larissa Eifler   | Sarah Noutcha Liza Pusztai    |

## Medagliere
| Pos.   | Nazione     | Oro | Argento | Bronzo | Totale |
| ------ | ----------- | --- | ------- | ------ | ------ |
| 1      | Italia      | 3   | 1       | 3      | 7      |
| 2      | Stati Uniti | 2   | 2       | 2      | 6      |
| 3      | Singapore   | 1   | 0       | 0      | 1      |
| 4      | Russia      | 0   | 1       | 2      | 3      |
| 5      | Germania    | 0   | 1       | 1      | 2      |
| 6      | Giappone    | 0   | 1       | 0      | 1      |
| 7      | Ungheria    | 0   | 0       | 2      | 2      |
| 8      | Rep. Ceca   | 0   | 0       | 1      | 1      |
| 8      | Francia     | 0   | 0       | 1      | 1      |
| Totale | Totale      | 6   | 6       | 12     | 24     |